# Saint Patrick (São Vicente e Granadinas)
Saint Patrick é uma paróquia de São Vicente e Granadinas localizada na ilha de São Vicente. Sua capital é a cidade de Barrouallie. A população da paróquia estimada para 2000 era de 5.800 habitantes.